# Jack Mendelsohn
Pour les articles homonymes, voir Mendelsohn.
Jack Mendelsohn est un auteur de comics américain, né le 8 novembre 1926 et mort le 25 janvier 2017.

## Biographie
Jack Mendelsohn naît le 8 novembre 1926. Il grandit dans le quartier de Brooklyn à New York. Il commence sa carrière après la Seconde Guerre mondiale en tant qu'auteur de gags dessinés pour des magazines tels que le Saturday Evening Post. Il travaille ensuite pour des comics publiés par DC Comics Quality Comics et Dell Comics en tant que scénariste et sur le comic strip de Félix le Chat. Il devient le scénariste principal du comics Panic, publié par EC Comics, à partir du numéro 7 de mars 1955. Après l'arrêt de Panic il part vivre au Mexique. En 1959, il revient aux États-Unis et crée le comic strip Jacky's Diary. Dessinée dans un style enfantin, la série s'arrête en 1961.
Jack Mendelsohn cesse alors sa carrière d'auteur de comics et travaille dans le dessin animé. Il écrit des scénarios pour Scooby-Doo, Krazy Kat, etc. Il participe à l'écriture du film d'animation Yellow Submarine dont les Beatles sont les héros. Il écrit aussi des scénarios pour des séries telles que Rowan & Martin's Laugh-In, Three's Company, etc. Il revient plus tard à l'animation en étant responsable éditorial de la série des Tortues Ninja : Les Chevaliers d'écaille.

## Prix et distinctions
- 2014 : Prix Bill Finger